# Lavaré
Lavaré é uma comuna francesa na região administrativa do País do Loire, no departamento de Sarthe. Estende-se por uma área de 22.88 km². Em 2010 a comuna tinha 855 habitantes (densidade: 37,4 hab./km²).